# 铲鲟属
铲鲟属（学名：Scaphirhynchus）为鲟科的一个属。

## 下属物种
本属包括以下物种：
- 密蘇里鏟鱘 Scaphirhynchus albus（Forbes & Richardson，1905）
- 密西西比鏟鱘（英语：Shovelnose sturgeon） Scaphirhynchus platorynchus（Rafinesque，1820）
- 阿拉巴馬鏟鱘（英语：Alabama sturgeon） Scaphirhynchus suttkusi（Williams & Clemmer，1991）